# Kraudorf

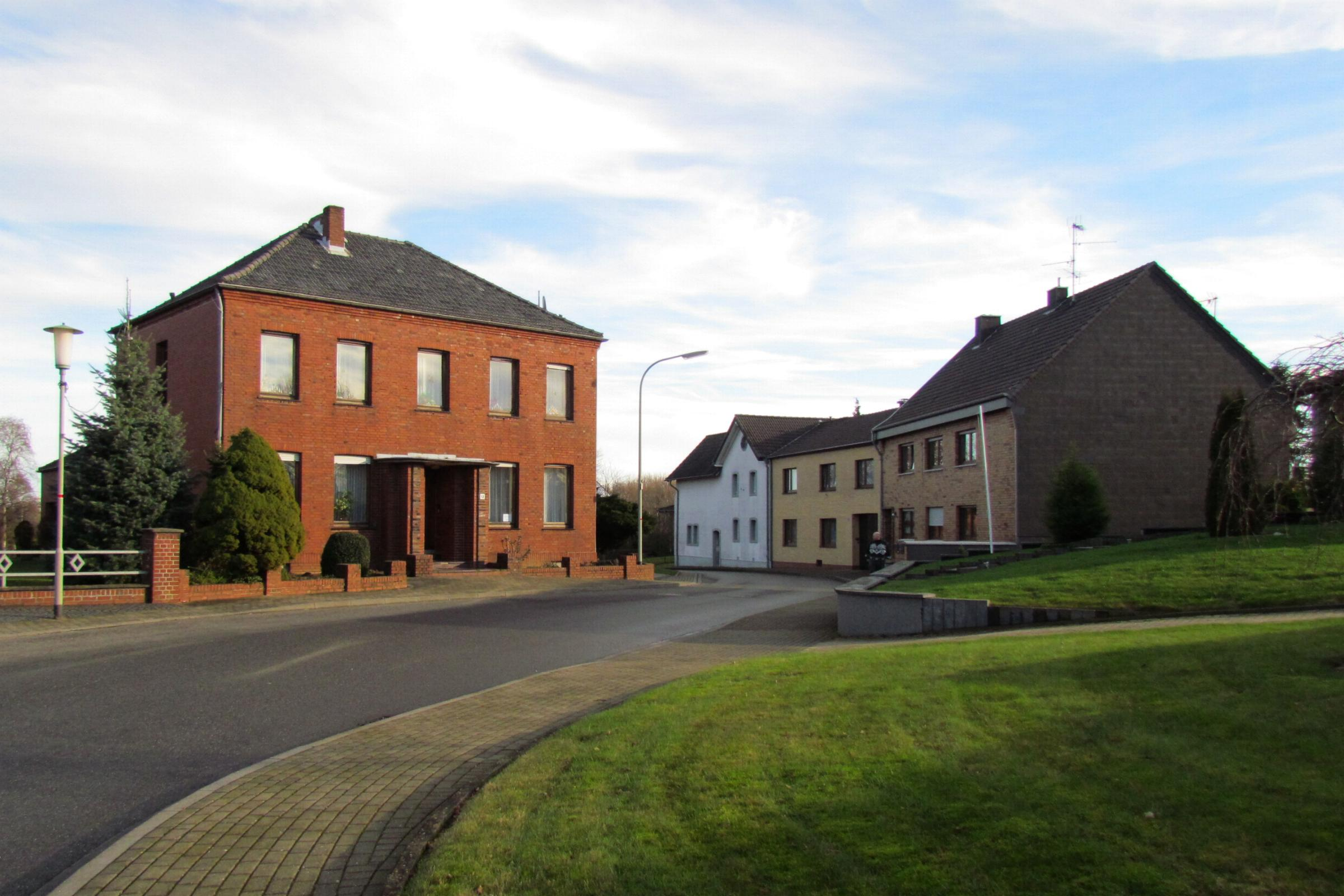
Bebauung an der Kirche in Kraudorf

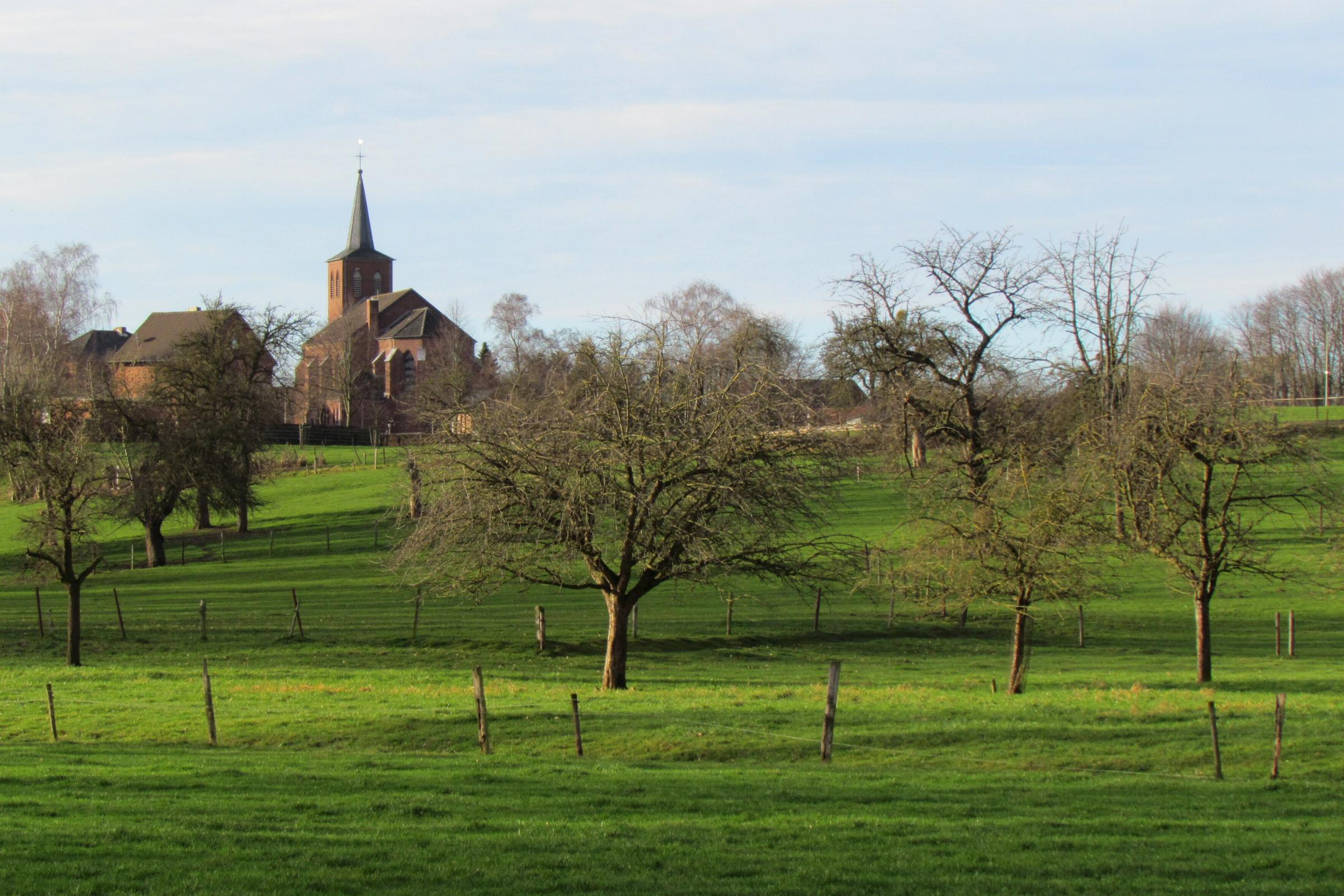
Blick aus dem Wurmtal nach Kraudorf

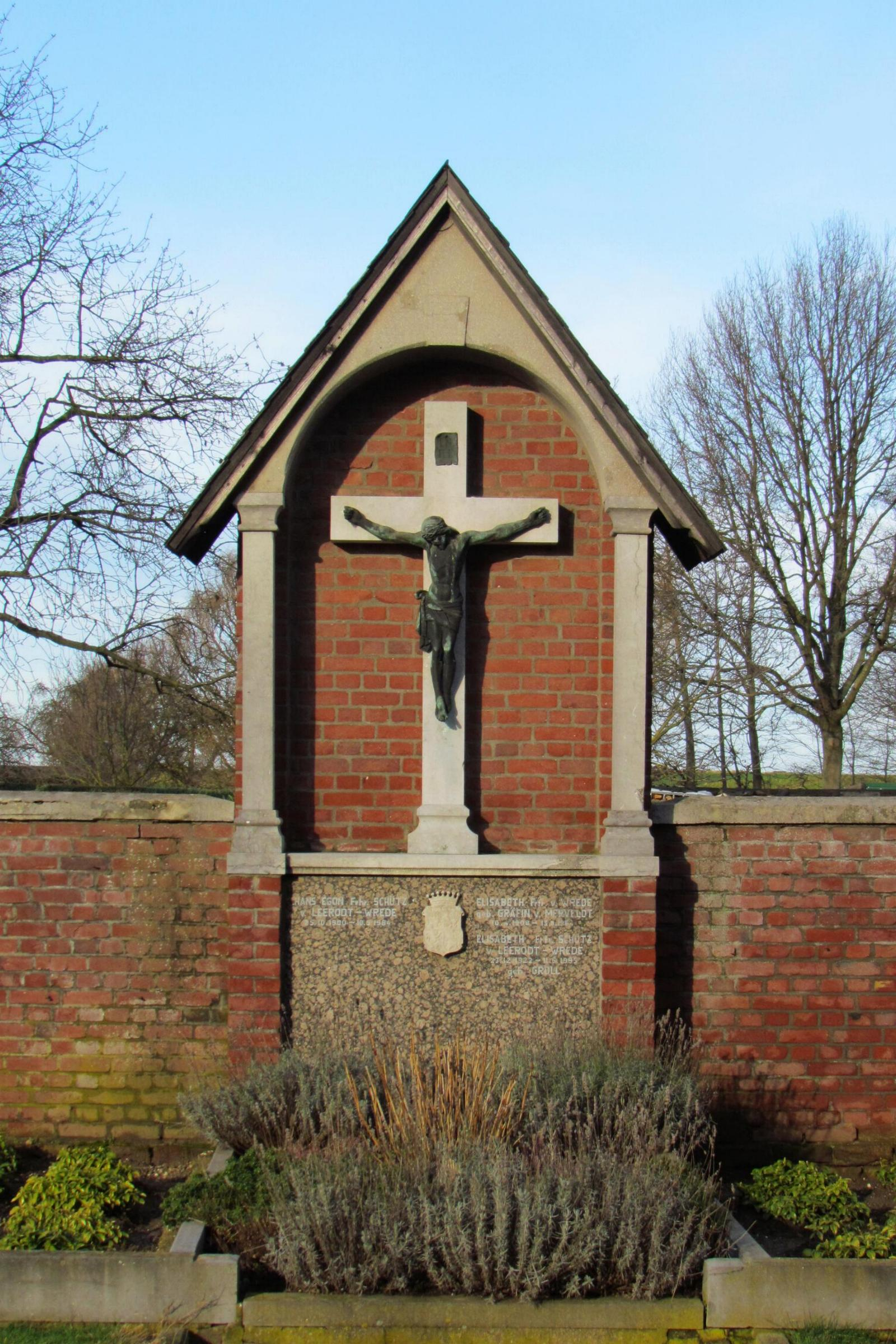
Historisches Grabmal auf dem Friedhof in Kraudorf

Kraudorf ist ein Ortsteil der Mittelstadt Geilenkirchen im Kreis Heinsberg in Nordrhein-Westfalen.

## Geographie

### Lage
Kraudorf liegt nordöstlich von Geilenkirchen an der Landesstraße 42, die von Randerath über Geilenkirchen nach Heerlen (Niederlande) führt. Der Ort liegt oberhalb des Tales der Wurm auf einer Höhe von 70 bis 76 m über NN, etwa 15 m oberhalb des Wasserspiegels der Wurm an der nördlichen Stadtgrenze.

### Gewässer
Die Wurm versorgte auf einer Flusslänge von 53 km zahlreiche Mühlen mit Wasser. Die Quelle der Wurm liegt südlich von Aachen bei 265 m über NN. Die Mündung in die Rur ist bei der Ortschaft Kempen in der Stadt Heinsberg bei 32 m über NN. Ende der 1960er, Anfang der 1970er Jahre wurde eine Wurmbegradigung durchgeführt. Der geschwungene, ab und an mäandrierende Flusslauf verschwand zu Gunsten einer einfachen Trassenführung. Die Flusslänge verkürzte sich und die Strömungsgeschwindigkeit nahm zu. Wenn Kraudorf auch nicht von Hochwasser bedroht wurde, so konnte durch die Flussbegradigung die Bewirtschaftung der Wiesen und Benden wesentlich verbessert werden.

### Nachbarorte
| Hoven     | Randerath                                   | Nirm      |
| Tripsrath | Kompassrose, die auf Nachbargemeinden zeigt | Flahstraß |
| Hochheid  | Kogenbroich                                 | Würm      |

### Siedlungsform
Kraudorf ist ein beidseitig bebauter Weiler mit mehreren Bauernhöfen und gleichzeitig ein Kirchdorf.

## Geschichte

### Ortsname
- 1144 Crutorp
- 1451 Kruytdorp
- 1546 Krutorph
- 1565 Krutorf
- 1820 Craudorff

Es wird vermutet, dass der Ursprung des Ortsnamens von „krut“: Gewächs, Pflanze, Kraut-Kräuter, Weinstock herrührt.

### Ortsgeschichte

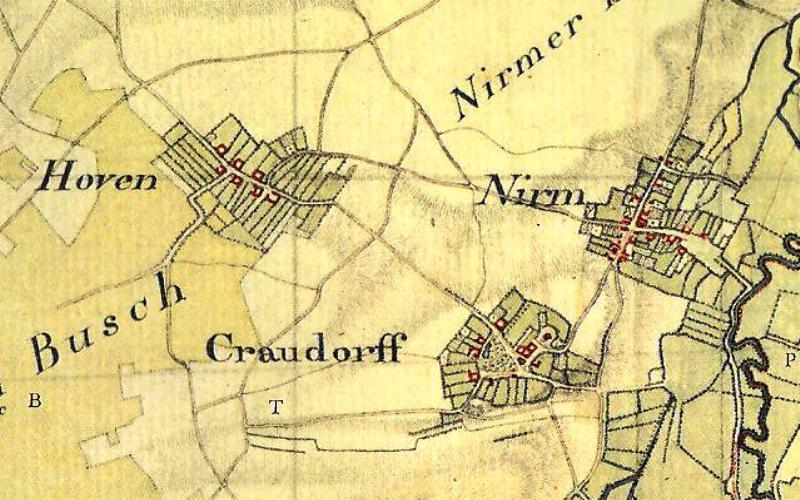
Kraudorf auf der Tranchotkarte 1803–1820

Ein sorgfältig bearbeiteter Faustkeil aus dem mittleren Paläolithikum, der auf einem Acker zwischen Kraudorf und Hoven gefunden wurde, zeigt das schon vor 70.000 Jahren Menschen in dieser Region waren. Weitere nicht näher datierte Pfeilspitzen, Klingen, Klingenkratzer zeigen einen regelmäßigen Besuch oder sogar eine Siedlung.
Kraudorf gehörte früher zum Jülicher Amt Randerath. 1144 erhielt die Propstei Millen bei ihrer Gründung eine Hufe zu Kraudorf. Die 1451 erwähnte Kirche St. Gertrud bezog aus dem Hof zu Honsdorf eine Haferrente. Während im 16. Jahrhundert der Herzog von Jülich Kollator der Kirche war, könnte das Patronatsrecht bei den Herren von Randerath gelegen haben.
Kraudorf hatte 1828 insgesamt 70 Einwohner, 1852 waren es 85 Einwohner und der Ort gehörte zur Bürgermeisterei Randerath. Im Zuge der Gebietsreform zum 1. Januar 1972 wurden die Orte Hoven, Kogenbroich, Kraudorf und Nirm von der Bürgermeisterei Randerath in die Stadt Geilenkirchen übernommen. Rechtsnachfolger ist nach § 29 des Aachen-Gesetzes die Stadt Geilenkirchen.

### Kirchengeschichte

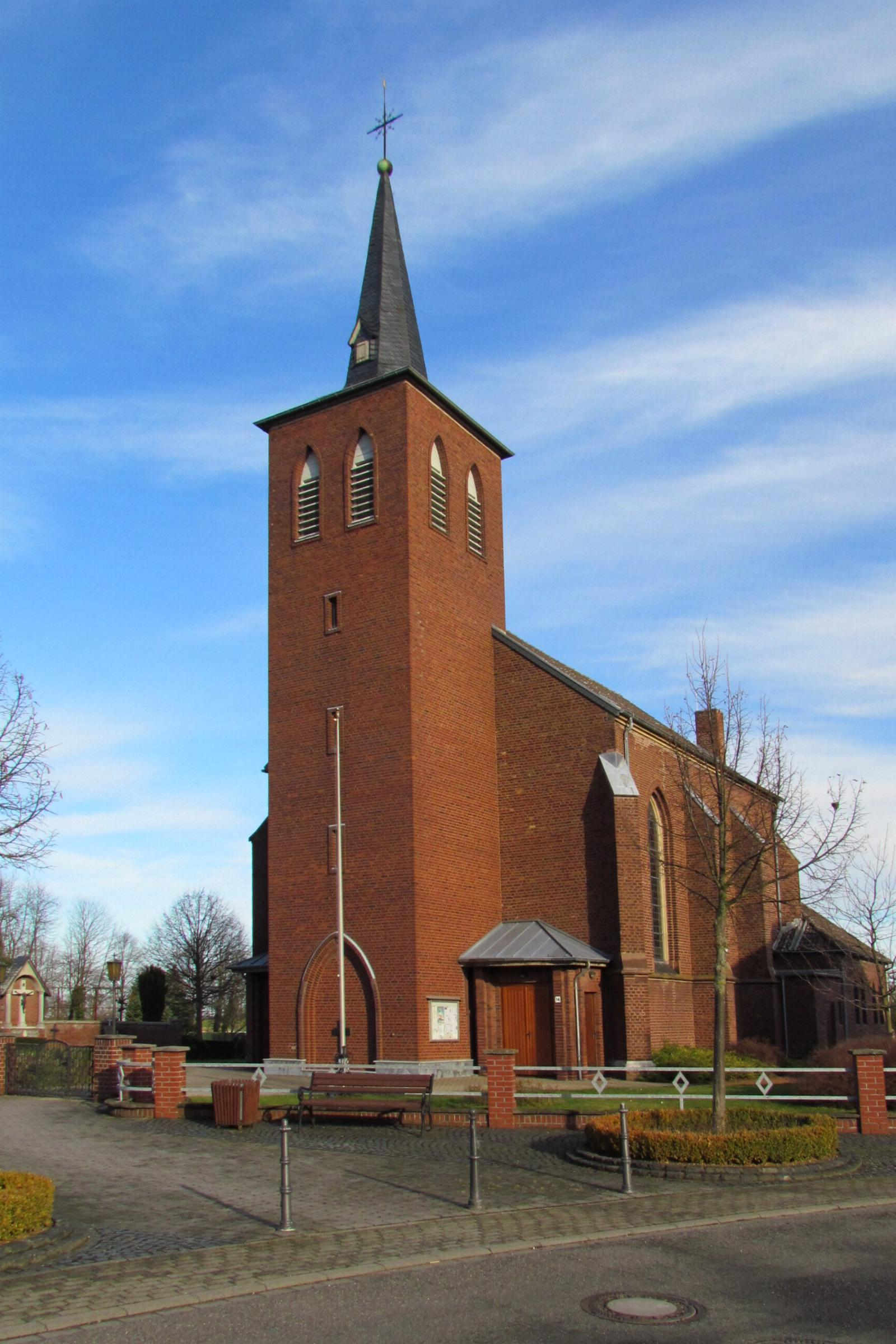
Pfarrkirche St. Gertrud in Kraudorf

Die Pfarre St. Gertrud Kraudorf setzt sich aus den Orten Kraudorf, Kogenbroich, Nirm, Hoven, Leerodt und Zumdahl zusammen. Die Bevölkerung besteht zum größten Teil aus Katholiken.
1451 wurde zum ersten Mal eine Kyrche zo Kruytdorp erwähnt. Zu dieser Zeit wurde auch der Fußboden neu verlegt. Mit derselben Fliesenart die das Prämonstratenserkloster zu Heinsberg erhalten hat. Eine baugeschichtliche Untersuchung von 1950 zeigt eine Saalkirche von 11 m Länge und 7 m Breite. Die Fundamente bestehen aus Quarzitsandstein, Kalkstein, röm. Werksteine und Dachpfannen. die Datierung wird grob in das 10./11. Jahrhundert gelegt, da für die Untersuchungen nur ein Tag zur Verfügung stand. Eine ältere Holzkirche wird vermutet.
1521 wurde der Priester Hubert Hutmann († 1563) vom Jülicher Herzog, dem Dechant von Susteren als Pastor für Kraudorf präsentiert. Er war gleichzeitig Vikar des Johannesaltars in Randerath.
Bei der Einrichtung des Bistums Aachen 1804 kam die Pfarre vom Bistum Lüttich an das neue Bistum und wurde dem Kanton Geilenkirchen zugeteilt. Als das wiedererrichtete Erzbistum Köln 1827 eine Neuorganisation vornahm, wurde aus dem Kanton das Dekanat Geilenkirchen. Seitdem gehört die Pfarre zu diesem Dekanat.
Im Zuge der Pfarrgemeindereformen im Bistum Aachen wurde die ehemals eigenständige katholische Pfarrgemeinde St. Gertrud Kraudorf in die Gemeinschaft der Gemeinden (GdG) St. Bonifatius Geilenkirchen eingegliedert.

## Politik
Gemäß § 3 (1) e) der Hauptsatzung der Stadt Geilenkirchen bilden die Orte Kraudorf, Nirm, Kogenbroich und Hoven einen Stadtbezirk. Der wird durch einen Ortsvorsteher im Stadtrat der Stadt Geilenkirchen vertreten.

## Sehenswürdigkeiten

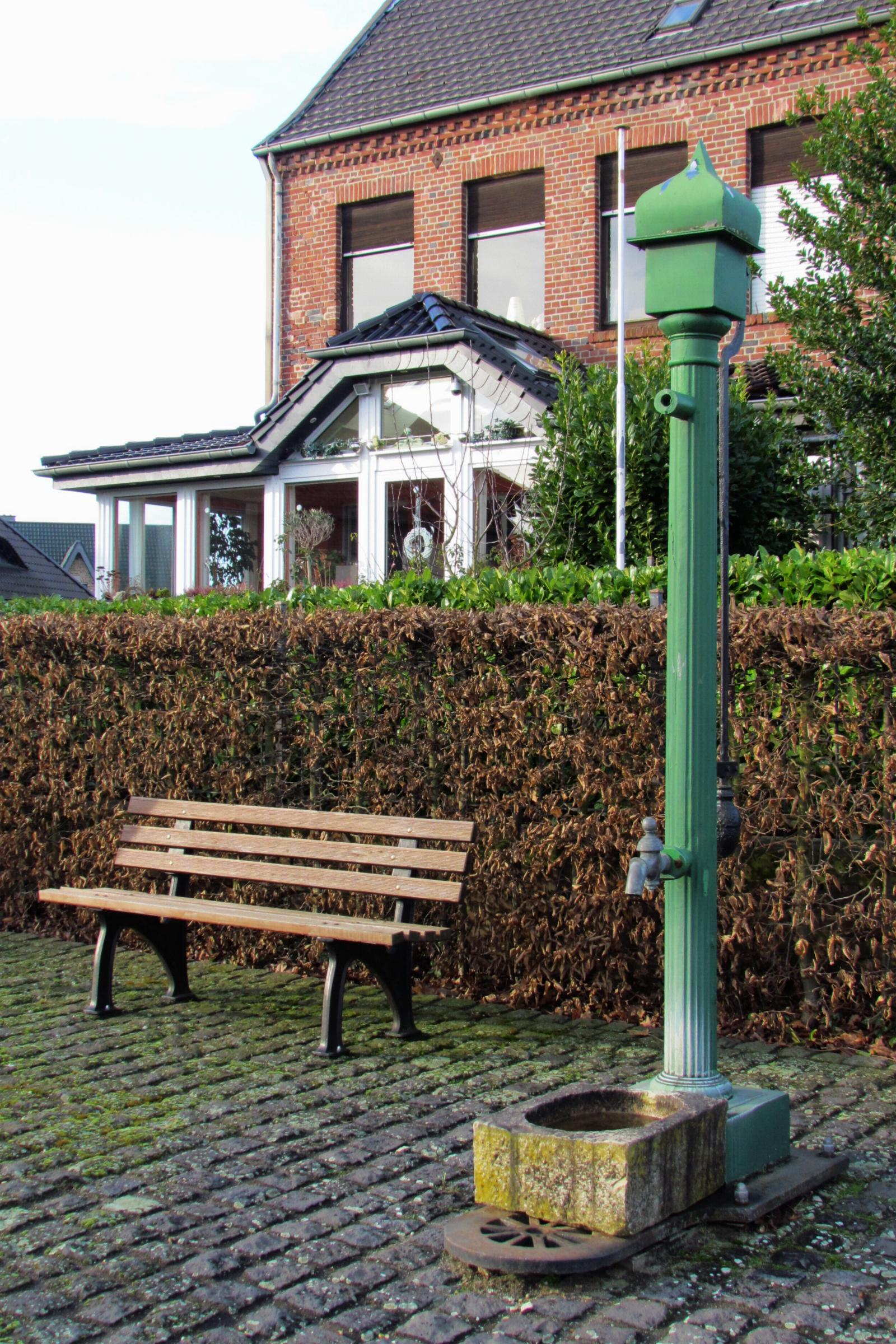
Alte Pumpe in Kraudorf, im Hintergrund Alte Schule Kraudorf

- Katholische Pfarrkirche St. Gertrud als Denkmal Nr. 7
- Buntverglasung in der Katholischen Pfarrkirche[5]
- Katholisches Pfarrhaus in Kraudorf
- Alte Schule Kraudorf
- Kapelle der Schmerzhaften Mutter Maria, zwischen Kraudorf und Nirm
- Haus Zumdahl, rechteckige Hofanlage mit Turm und Wassergraben als Denkmal Nr. 41
- Gut Leerodt, ehemalige Wasseranlage als Denkmal Nr. 46
- Fußfallstationen zwischen Randerath und Nirm als Denkmal Nr. 44
- Alte Wasserpumpe in Kraudorf, im Hintergrund Alte Schule Kraudorf

## Infrastruktur
- Im Dezember 2015 lebten in Kraudorf 116 Personen.
- Es existieren mehrere landwirtschaftliche Betriebe mit Tierhaltung, ein Pferdehof sowie einige Kleingewerbebetriebe.
- In Kraudorf befindet sich ein Spielplatz am Sportplatz.
- Der Ort hat Anschluss an das Radverkehrsnetz NRW.
- In der alten Schule in Kraudorf befindet sich eine Ferienwohnung.

## Schulwesen
- Volksschule Kraudorf 1925: 1 Klasse, 1 Stufe, 1 Lehrer, 58 Kinder
- Volksschule Kraudorf-Nirm 1938: 2 Klassen, 2 Lehrerstellen, 61 Kinder
- Volksschule Kraudorf-Nirm 1965: 2 Klassen, 2 Lehrerstellen, 56 Kinder

## Verkehr
Die AVV-Buslinie 407 der WestVerkehr verbindet an Schultagen Kraudorf mit Geilenkirchen und Hückelhoven.
| Linie | Verlauf |
| ----- | --- |
| 407   | (Myhl –) Gerderath – Altmyhl – Ratheim – Millich – Hückelhoven (– Hilfarth – Himmerich – Randerath Bf – (Hoven – Kraudorf –) Nirm – Kogenbroich – Müllendorf – Süggerath Mühlenkamp – Geilenkirchen Bf) |

## Vereine
- Interessengemeinschaft der Pfarre Kraudorf e. V.
- St. Antonius-Schützenbruderschaft Kraudorf-Nirm aus 1912
- Trommler- und Pfeifferkorps Kraudorf-Nirm
- FSV Kraudorf-Uetterath e. V.
- Kirchenchor St. Cäcilia aus 1874 (1998 mit dem Kirchenchor Würm fusioniert; 2003 aufgelöst)

## Regelmäßige Veranstaltungen
- Patronatsfest und Krönungsfeier der Majestäten
- Kirmeswochenende in der Pfarre von Freitag bis Sonntag
- Vogelschuss der Schützenbruderschaft eine Woche nach der Kirmes
- St. Martin-Umzug im Bereich der Pfarre
- Sommerfest des FSV Kraudorf-Uetterath e.V
- Alle zwei Jahre Sommerfest des Trommler- und Pfeifferkorps Kraudorf-Nirm
- In dem Jahr, in dem der Trommel- und Pfeifferkorps keine Veranstaltung hat, Lampionfest der Löscheinheit Nirm

## Straßennamen
In Kraudorf gibt es nur eine kleine Straße mit der Straßenbezeichnung Pfarrer-Dederichs-Straße, die nach dem für die Pfarre Kraudorf mehrere Jahrzehnte tätigen Pfarrer benannt wurde. Alle anderen Häuser sind mit Hausnummern durchnummeriert, nach denen sich Einwohner, Postboten, Lieferanten und Besucher orientieren müssen.